# براندون أغيليرا
براندون أغيليرا (بالإسبانية: Brandon Aguilera) هو لاعب كرة قدم كوستاريكي في مركز جناح ‏، ولد في 28 يونيو 2003 في San Jerónimo District, Naranjo ‏ في كوستاريكا. شارك مع منتخب كوستاريكا تحت 17 سنة لكرة القدم ومنتخب كوستاريكا لكرة القدم. أما مع النوادي، فقد لعب مع نادي ألاجولينسي.

## وصلات خارجية
- Brandon Aguilera على موقع قاعدة بيانات كرة القدم.إي يو (الإنجليزية)
- Brandon Aguilera على موقع بيانات كرة القدم. دي إي (الألمانية)
- Brandon Aguilera على موقع ناشيونال فوتبول تيمز (الإنجليزية)
- Brandon Aguilera على موقع Soccerbase.com (لاعب) (الإنجليزية)
- Brandon Aguilera على موقع Soccerway.com (الإنجليزية)
- Brandon Aguilera على موقع عالم كرة القدم.نت (الإنجليزية)